# Hermenegildo Morte
Hermenegildo Morte – piłkarz z Wysp Świętego Tomasza i Książęcej grający na pozycji napastnika, reprezentant kraju na arenie międzynarodowej.
Podczas eliminacji do Mistrzostw Świata w 2002 roku, Morte reprezentował swój kraj w jednym spotkaniu; w pierwszym meczu eliminacji, jego reprezentacja pokonała 2-0 drużynę Sierra Leone; Morte spędził cały mecz na ławce rezerwowych. W meczu rewanżowym, Sierra Leone pokonała reprezentację Wysp Świętego Tomasza i Książęcej 4-0, a Morte w 77. minucie zmienił Amilcara Ramosa. W dwumeczu reprezentanci Sierra Leone okazali się lepsi i to oni zakwalifikowali się do następnej fazy eliminacji.